# Chiesa di San Lorenzo Martire (Ponderano)
La chiesa di San Lorenzo Martire è la parrocchiale di Ponderano, in provincia e diocesi di Biella.

## Storia
È accertato che nel XII secolo venne eretto accanto all'antica chiesa di Ponderano il campanile, in stile romanico, tuttavia la prima citazione che la riguardi risale al 2 maggio 1207 ed è da ricercarsi in una bolla di papa Innocenzo III. L'attuale parrocchiale fu costruita fra la fine del Quattrocento e l'inizio del Cinquecento. In quel secolo l'antica torre campanaria crollò e quella attuale prese il suo posto appena verso la seconda metà del Seicento. Nel frattempo, tra il 1637 e il 1661, era stato realizzato davanti alla facciata un porticato con delle colonne. Tra il 1660 ed il 1667 sotto il presbiterio venne edificata la cripta, la quale è dedicata a Sant'Antonio di Padova. Il 21 maggio 1661 la parrocchiale fu finalmente consacrata. Nel 1665 vennero realizzate le cappelle di Sant'Eligio (attualmente dedicata ai Santi Giulio e Defendente) e dei Santi Bovo, Giulio e Nicola (al giorno d'oggi chiamata di San Mauro). Tra il 1680 ed il 1681 la cappella del Rosario fu ampliata su disegno del capomastro Pietro di Mongrando. Intorno all'inizio del XVIII secolo la navata della chiesa venne ingrandita e fu riedificata la facciata. Nel 1895 l'originale pavimento in cotto fu ricoperto da uno in cemento, il quale fu sostituito da quello attuale in pietra nel 2000.